# Jaros
Jaros (gr: Γυάρος), ili Giaros, mali je grčki otok koji je danas nenaseljen. Ovaj mali otok leži u Egejima između većih otoka, Androsa, Tinosa, Sirosa, Kitnosa i Kee. Otok ima dužinu 8,5 km, a širina mu doseže blizu 4,5 km, tako da njegova površina dostiže veličinu od 37 km². Vegetacija je na otoku razvijena, otok je prilično brdovit, a njegova najviša točka iznosi 490 metara.
Jaros je još u antičko vrijeme bio utočište odbjeglima s okolnih otoka. Od 2. svjetskog rata, a posebno za vrijeme pod grčkom vojnom diktaturom, Juntom, 1967. do 1974. godine, otok je služio kao zatvor i mjesto internacije za političke zatvorenike.
Od 1948. pa sve do 1974. godine, oko 22,000 ljudi bilo je eksportirano ili zatvoreno na ovome otoku.
Danas grčka vlada često koristi ovaj otok za strateške vježbe, a većina objekata koji se nalaze na otoku služe kao spomenici na sjećanje onima koji su ondje propatili.

## Vanjske poveznice
|  | Zajednički poslužitelj ima još gradiva o temi Jaros |